# Бежаницкий район
Бежа́ницкий райо́н — административно-территориальная единица (район) и муниципальное образование (муниципальный район) в составе Псковской области Российской Федерации.
Административный центр — посёлок городского типа (рабочий посёлок) Бежаницы.

## География
Бежаницкий район занимает территорию 3535 км² и граничит на востоке с Новгородской областью, на юго-востоке — с Локнянским районом, на юге — с Пустошкинским районом, на западе — с Опочецким и Новоржевским районами, на севере — с Дедовичским районом Псковской области.
Основные реки — Льста, Сороть. Наиболее крупными озёрами являются Полисто (площадью 30,6 км²), Алё (13,9 км²), Дубец (10,3 км²), Цевло (7,95 км²), Русское (4,2 км²), Пылец (3,6 км²), Каменное (3,5 км²), Сусельницкое (3,2 км²) и др.
На востоке района расположен Полистовский заповедник. В южной части района северо-восточная часть самой высокой в Псковской области Бежаницкой возвышенности.

## Население
| 1959    | 1970    | 1979    | 1989    | 2002    | 2009    | 2010    | 2011    | 2012    |
| ------- | ------- | ------- | ------- | ------- | ------- | ------- | ------- | ------- |
| 42 225  | ↘32 142 | ↘25 527 | ↘22 212 | ↘17 547 | ↘14 793 | ↘13 264 | ↘13 196 | ↘12 603 |
| 2013    | 2014    | 2015    | 2016    | 2017    | 2018    | 2019    | 2020    | 2021    |
| ↘12 180 | ↘11 651 | ↘11 192 | ↘10 858 | ↘10 554 | ↘10 143 | ↘9834   | ↘9482   | ↗10 509 |
| 2023    |         |         |         |         |         |         |         |         |
| ↘10 091 |         |         |         |         |         |         |         |         |

По состоянию на 1 января 2023 года из 10091 жителя района в городских условиях (пгт Бежаницы и Красный Луч) проживают 44.15 % населения района или 4455 человек, в сельских условиях —
55,85 % или 5636 жителей.
По данным переписи населения 2010 года численность населения района составляла 13 264 человека, в том числе 5353 городских жителя (из них в пгт Бежаницы — 4333 человека; в пгт Красный Луч — 1020 человек) или 40,36 % от общего населения; а также 7911 сельских жителей или 59,64 %.

Национальный состав
По итогам переписи населения 2020 года проживали следующие национальности (национальности менее 0,1 % и другое, см. в сноске к строке «Другие»):
| Национальность | Численность, чел. | Доля     |
| -------------- | ----------------- | -------- |
| Русские        | 10 099            | 96,10 %  |
| Украинцы       | 61                | 0,58 %   |
| Цыгане         | 56                | 0,53 %   |
| Белорусы       | 33                | 0,31 %   |
| Молдаване      | 24                | 0,23 %   |
| Таджики        | 22                | 0,21 %   |
| Чеченцы        | 16                | 0,15 %   |
| Азербайджанцы  | 15                | 0,14 %   |
| Чуваши         | 12                | 0,11 %   |
| Татары         | 11                | 0,10 %   |
| Другие         | 160               | 1,54 %   |
| Итого          | 10 509            | 100,00 % |

## Населённые пункты
По переписи 2002 года в районе насчитывалось всего 487 сельских населённых пунктов, из которых в 71 деревне население отсутствовало, в 154 деревнях жило от 1 до 5 человек, в 95 — от 6 до 10 человек, в 107 — от 11 до 25 человек, в 27 — от 26 до 50 человек, в 12 — от 51 до 100 человек, в 9 — от 101 до 200 человек, в 8 — от 201 до 500 человек, в 4 — от 501 до 1000 человек.
По переписи 2010 года на территории района было расположено 467 сельских населённых пунктов, из которых в 116 деревнях население отсутствовало, в 181 деревне жило от 1 до 5 человек, в 72 — от 6 до 10 человек, в 59 — от 11 до 25 человек, в 15 — от 26 до 50 человек, в 6 — от 51 до 100 человек, в 8 — от 101 до 200 человек, 7 — от 201 до 500 человек и в 3 — от 501 до 1000 человек.
На данный момент в состав района входят 469 населённых пунктов:
| №   | Населённый пункт       | Тип             | Население | Муниципальное образование |
| --- | ---------------------- | --------------- | --------- | ------------------------- |
| 1   | Авинищи                | деревня         | ↘4        | Чихачёвское               |
| 2   | Агерово                | деревня         | ↘8        | Чихачёвское               |
| 3   | Аксёново               | деревня         | ↘119      | Бежаницкое                |
| 4   | Алексино               | деревня         | ↘6        | Чихачёвское               |
| 5   | Алоль                  | деревня         | ↘7        | Бежаницкое                |
| 6   | Амшага                 | деревня         | ↗3        | Лющикская волость         |
| 7   | Амшанка                | деревня         | ↘9        | Чихачёвское               |
| 8   | Андрешкино             | деревня         | ↘0        | Бежаницкое                |
| 9   | Андро-Холмы            | деревня         | ↘4        | Бежаницкое                |
| 10  | Андрюшино              | деревня         | ↘13       | Бежаницкое                |
| 11  | Апарино                | деревня         | ↘3        | Бежаницкое                |
| 12  | Аполье                 | деревня         | ↘148      | Бежаницкое                |
| 13  | Апросьево              | деревня         | ↘11       | Бежаницкое                |
| 14  | Артемино               | деревня         | ↘4        | Бежаницкое                |
| 15  | Астищи                 | деревня         | ↘6        | Чихачёвское               |
| 16  | Афаносково             | деревня         | ↘10       | Бежаницкое                |
| 17  | Ашево                  | село            | ↘327      | Чихачёвское               |
| 18  | Ащеркино               | деревня         | ↘1        | Бежаницкое                |
| 19  | Бабарыгино             | деревня         | ↘4        | Чихачёвское               |
| 20  | Бабеевка               | деревня         | →0        | Бежаницкое                |
| 21  | Бабино                 | деревня         | →9        | Чихачёвское               |
| 22  | Баранцево              | деревня         | →11       | Бежаницкое                |
| 23  | Бардово                | деревня         | ↘130      | Бежаницкое                |
| 24  | Баслаки                | деревня         | ↘9        | Бежаницкое                |
| 25  | Батово                 | деревня         | ↘16       | Чихачёвское               |
| 26  | Бежаницы               | рабочий посёлок | ↗3731     | Бежаницы                  |
| 27  | Бельково               | деревня         | ↘4        | Бежаницкое                |
| 28  | Бельково               | деревня         | ↘0        | Чихачёвское               |
| 29  | Бережок                | деревня         | ↘14       | Чихачёвское               |
| 30  | Береково               | деревня         | ↘3        | Бежаницкое                |
| 31  | Бобровец               | деревня         | →1        | Бежаницкое                |
| 32  | Богаткино              | деревня         | ↘3        | Бежаницкое                |
| 33  | Болотница              | деревня         | ↘4        | Бежаницкое                |
| 34  | Большая Горка          | деревня         | ↗2        | Бежаницкое                |
| 35  | Большая Горка          | деревня         | ↘4        | Чихачёвское               |
| 36  | Большая Рудница        | деревня         | ↘20       | Лющикская волость         |
| 37  | Большие Разлоги        | деревня         | ↘4        | Чихачёвское               |
| 38  | Большие Старики        | деревня         | ↘10       | Чихачёвское               |
| 39  | Большое Гагрино        | деревня         | ↘0        | Лющикская волость         |
| 40  | Большое Иваново        | деревня         | ↗14       | Чихачёвское               |
| 41  | Большой Камешек        | деревня         | ↘8        | Чихачёвское               |
| 42  | Борисково              | деревня         | ↘5        | Бежаницкое                |
| 43  | Боровичи               | деревня         | →0        | Чихачёвское               |
| 44  | Боровичи               | деревня         | ↘1        | Чихачёвское               |
| 45  | Борок                  | деревня         | ↘7        | Лющикская волость         |
| 46  | Борок                  | деревня         | →0        | Полистовское              |
| 47  | Борыгино               | деревня         | ↘2        | Чихачёвское               |
| 48  | Боскино                | деревня         | ↘7        | Чихачёвское               |
| 49  | Ботвино                | деревня         | ↘0        | Бежаницкое                |
| 50  | Бочары                 | деревня         | ↗3        | Бежаницкое                |
| 51  | Брагино                | деревня         | ↘0        | Бежаницкое                |
| 52  | Брылино                | деревня         | ↘7        | Лющикская волость         |
| 53  | Будки                  | деревня         | →7        | Бежаницкое                |
| 54  | Булынино               | деревня         | ↘0        | Чихачёвское               |
| 55  | Буяни                  | деревня         | →0        | Чихачёвское               |
| 56  | Быково                 | деревня         | ↘1        | Бежаницкое                |
| 57  | Валтухово              | деревня         | ↘12       | Чихачёвское               |
| 58  | Вандино                | деревня         | ↘5        | Бежаницкое                |
| 59  | Ванюково               | деревня         | ↘0        | Чихачёвское               |
| 60  | Василево               | деревня         | ↘6        | Бежаницкое                |
| 61  | Васьково               | деревня         | ↗4        | Бежаницкое                |
| 62  | Велейно                | деревня         | ↘12       | Чихачёвское               |
| 63  | Верендаль              | деревня         | ↘3        | Чихачёвское               |
| 64  | Вересимово             | деревня         | ↘2        | Бежаницкое                |
| 65  | Веретье                | деревня         | ↘12       | Чихачёвское               |
| 66  | Верховинино            | деревня         | ↗1        | Лющикская волость         |
| 67  | Веряжа                 | деревня         | →0        | Полистовское              |
| 68  | Вихрище                | деревня         | ↘1        | Полистовское              |
| 69  | Волоково               | деревня         | ↘1        | Бежаницкое                |
| 70  | Воронино               | деревня         | ↘0        | Бежаницкое                |
| 71  | Воротово               | деревня         | ↘3        | Бежаницкое                |
| 72  | Выдрино                | деревня         | ↘0        | Чихачёвское               |
| 73  | Выдрино                | деревня         | ↘1        | Бежаницкое                |
| 74  | Вырыхайлово            | деревня         | ↘0        | Бежаницкое                |
| 75  | Выселок Стега          | деревня         | ↘4        | Чихачёвское               |
| 76  | Глазатово              | деревня         | ↘0        | Бежаницкое                |
| 77  | Глодово                | деревня         | ↘0        | Лющикская волость         |
| 78  | Глубоково              | деревня         | →8        | Бежаницкое                |
| 79  | Гнеталово              | деревня         | ↘4        | Бежаницкое                |
| 80  | Гомалино               | деревня         | ↘1        | Чихачёвское               |
| 81  | Гора                   | деревня         | ↘125      | Лющикская волость         |
| 82  | Горбачево              | деревня         | ↘8        | Чихачёвское               |
| 83  | Горенье                | деревня         | ↘4        | Чихачёвское               |
| 84  | Горивица               | деревня         | ↘3        | Бежаницкое                |
| 85  | Горлово                | деревня         | ↗7        | Чихачёвское               |
| 86  | Городище               | деревня         | ↘5        | Чихачёвское               |
| 87  | Городок                | деревня         | ↘0        | Чихачёвское               |
| 88  | Грабово                | деревня         | →3        | Чихачёвское               |
| 89  | Грани                  | деревня         | ↘0        | Чихачёвское               |
| 90  | Грибаново              | деревня         | ↘2        | Чихачёвское               |
| 91  | Грибово                | деревня         | ↘3        | Бежаницкое                |
| 92  | Гривы                  | деревня         | ↘3        | Чихачёвское               |
| 93  | Григоркино             | деревня         | ↘14       | Бежаницкое                |
| 94  | Гритьково              | деревня         | ↘1        | Бежаницкое                |
| 95  | Гришино                | деревня         | ↘0        | Бежаницкое                |
| 96  | Грудиново              | деревня         | ↘8        | Лющикская волость         |
| 97  | Груздово               | деревня         | ↘0        | Бежаницкое                |
| 98  | Губино                 | деревня         | ↘5        | Бежаницкое                |
| 99  | Гусево                 | деревня         | ↘7        | Бежаницкое                |
| 100 | Гущино                 | деревня         | ↗9        | Чихачёвское               |
| 101 | Дворцы                 | деревня         | ↘278      | Бежаницкое                |
| 102 | Дегжа                  | деревня         | ↘9        | Бежаницкое                |
| 103 | Демешкино              | деревня         | →1        | Бежаницкое                |
| 104 | Демидов Бор            | деревня         | ↘0        | Бежаницкое                |
| 105 | Демидова Горка         | деревня         | ↘11       | Бежаницкое                |
| 106 | Детково                | деревня         | ↘2        | Бежаницкое                |
| 107 | Дехово                 | деревня         | ↘2        | Бежаницкое                |
| 108 | Дешково                | деревня         | ↘0        | Бежаницкое                |
| 109 | Добрывичи              | деревня         | ↘98       | Чихачёвское               |
| 110 | Долговка               | деревня         | →0        | Бежаницкое                |
| 111 | Долгое                 | деревня         | ↘5        | Бежаницкое                |
| 112 | Доманово               | деревня         | ↘2        | Бежаницкое                |
| 113 | Дорожково              | деревня         | ↘41       | Бежаницкое                |
| 114 | Дощаново               | деревня         | ↘0        | Бежаницкое                |
| 115 | Дремлено               | деревня         | ↘8        | Чихачёвское               |
| 116 | Дровшо                 | деревня         | ↘1        | Чихачёвское               |
| 117 | Друсино                | деревня         | ↘14       | Чихачёвское               |
| 118 | Дубки                  | деревня         | →1        | Чихачёвское               |
| 119 | Дубково                | деревня         | ↘0        | Бежаницкое                |
| 120 | Дубовая                | деревня         | ↘0        | Чихачёвское               |
| 121 | Дубровки               | деревня         | →4        | Чихачёвское               |
| 122 | Дубье                  | деревня         | ↘6        | Чихачёвское               |
| 123 | Дударево               | деревня         | ↘6        | Бежаницкое                |
| 124 | Дудино                 | деревня         | ↘7        | Чихачёвское               |
| 125 | Дулово                 | деревня         | ↘2        | Чихачёвское               |
| 126 | Душилиха               | деревня         | ↘7        | Чихачёвское               |
| 127 | Еремино                | деревня         | ↘9        | Чихачёвское               |
| 128 | Ермолино               | деревня         | →0        | Бежаницкое                |
| 129 | Железинка              | деревня         | ↘0        | Чихачёвское               |
| 130 | Железно                | деревня         | ↘27       | Чихачёвское               |
| 131 | Желнино                | деревня         | ↘0        | Чихачёвское               |
| 132 | Жилино                 | деревня         | ↘2        | Чихачёвское               |
| 133 | Жучково                | деревня         | ↘2        | Чихачёвское               |
| 134 | Заболотье              | деревня         | ↘2        | Чихачёвское               |
| 135 | Заболотье              | деревня         | ↘1        | Чихачёвское               |
| 136 | Забор                  | деревня         | ↘9        | Чихачёвское               |
| 137 | Заборовье              | деревня         | ↗2        | Чихачёвское               |
| 138 | Заборье                | деревня         | ↗6        | Чихачёвское               |
| 139 | Загорье                | деревня         | ↘1        | Чихачёвское               |
| 140 | Загоскино              | деревня         | ↗3        | Бежаницкое                |
| 141 | Загрязье               | деревня         | ↘0        | Бежаницкое                |
| 142 | Зажигино               | деревня         | ↘3        | Чихачёвское               |
| 143 | Зайцево                | деревня         | ↘0        | Бежаницкое                |
| 144 | Зайцево                | деревня         | ↘5        | Полистовское              |
| 145 | Залесье                | деревня         | →0        | Бежаницкое                |
| 146 | Залешье                | деревня         | →3        | Лющикская волость         |
| 147 | Залужье                | деревня         | →0        | Полистовское              |
| 148 | Заполье                | деревня         | ↘136      | Лющикская волость         |
| 149 | Заречье                | деревня         | →0        | Бежаницкое                |
| 150 | Застременье            | деревня         | ↘7        | Чихачёвское               |
| 151 | Заханье                | деревня         | ↘2        | Чихачёвское               |
| 152 | Захарино               | деревня         | ↘3        | Бежаницкое                |
| 153 | Заход                  | деревня         | →0        | Чихачёвское               |
| 154 | Заход                  | деревня         | ↘7        | Лющикская волость         |
| 155 | Заход Горский          | деревня         | ↘3        | Лющикская волость         |
| 156 | Завещевье              | деревня         | ↘4        | Лющикская волость         |
| 157 | Зекеево                | деревня         | ↘0        | Бежаницкое                |
| 158 | Зеленино               | деревня         | →0        | Бежаницкое                |
| 159 | Зенково                | деревня         | ↘12       | Бежаницкое                |
| 160 | Зимин                  | хутор           | ↘0        | Чихачёвское               |
| 161 | Зоркино                | деревня         | ↘0        | Бежаницкое                |
| 162 | Зубково                | деревня         | ↗9        | Бежаницкое                |
| 163 | Иваново                | деревня         | ↘15       | Бежаницкое                |
| 164 | Ивахново               | деревня         | →4        | Лющикская волость         |
| 165 | Ивашково               | деревня         | →0        | Бежаницкое                |
| 166 | Игнашово               | деревня         | ↘4        | Лющикская волость         |
| 167 | Измалково              | деревня         | ↘28       | Бежаницкое                |
| 168 | Илларионовское         | деревня         | ↘14       | Чихачёвское               |
| 169 | Исаково                | деревня         | ↘15       | Чихачёвское               |
| 170 | Кадочно                | деревня         | →1        | Чихачёвское               |
| 171 | Калинина Гора          | деревня         | ↘0        | Бежаницкое                |
| 172 | Калинино               | деревня         | ↘19       | Лющикская волость         |
| 173 | Каменка                | деревня         | ↘5        | Чихачёвское               |
| 174 | Камешки                | деревня         | ↘2        | Бежаницкое                |
| 175 | Канино                 | деревня         | ↗1        | Чихачёвское               |
| 176 | Каравай                | деревня         | ↘0        | Чихачёвское               |
| 177 | Карпово                | деревня         | →0        | Бежаницкое                |
| 178 | Карпыли                | деревня         | ↘2        | Бежаницкое                |
| 179 | Киево                  | деревня         | ↘7        | Бежаницкое                |
| 180 | Кириллово              | деревня         | ↘4        | Чихачёвское               |
| 181 | Кисели                 | деревня         | ↘6        | Бежаницкое                |
| 182 | Китово                 | деревня         | ↘41       | Бежаницкое                |
| 183 | Клескино               | деревня         | ↘1        | Лющикская волость         |
| 184 | Клетошно               | деревня         | ↘2        | Бежаницкое                |
| 185 | Климово                | деревня         | ↘0        | Бежаницкое                |
| 186 | Климово                | деревня         | ↘1        | Чихачёвское               |
| 187 | Клинково               | деревня         | ↗16       | Бежаницкое                |
| 188 | Клишковичи             | деревня         | ↘0        | Бежаницкое                |
| 189 | Клюкино                | деревня         | ↘7        | Чихачёвское               |
| 190 | Княжая                 | деревня         | ↘1        | Чихачёвское               |
| 191 | Кожино                 | деревня         | ↘3        | Бежаницкое                |
| 192 | Кожино                 | деревня         | →0        | Бежаницкое                |
| 193 | Козья Горка            | деревня         | →0        | Бежаницкое                |
| 194 | Комарниково            | деревня         | ↘4        | Чихачёвское               |
| 195 | Комково                | деревня         | ↘3        | Бежаницкое                |
| 196 | Кондратово             | деревня         | ↗1        | Бежаницкое                |
| 197 | Конново                | деревня         | →0        | Бежаницкое                |
| 198 | Копенкино              | деревня         | ↘6        | Чихачёвское               |
| 199 | Коромыслово            | деревня         | →0        | Лющикская волость         |
| 200 | Коскиничи              | деревня         | ↘11       | Чихачёвское               |
| 201 | Коскино-1              | деревня         | ↗8        | Лющикская волость         |
| 202 | Коскино-2              | деревня         | →51       | Лющикская волость         |
| 203 | Костково 1             | деревня         | ↘1        | Чихачёвское               |
| 204 | Костково 2             | деревня         | ↘12       | Чихачёвское               |
| 205 | Костолом               | деревня         | ↘2        | Чихачёвское               |
| 206 | Котово                 | деревня         | →1        | Чихачёвское               |
| 207 | Кошелево               | деревня         | ↘5        | Бежаницкое                |
| 208 | Красная Сопка          | деревня         | →11       | Чихачёвское               |
| 209 | Красное Иваньково      | деревня         | ↘42       | Бежаницкое                |
| 210 | Красное Солнце         | деревня         | ↘274      | Бежаницкое                |
| 211 | Красный Луч            | пгт             | ↗724      | Полистовское              |
| 212 | Крыжово                | деревня         | ↘1        | Бежаницкое                |
| 213 | Кудеверь               | село            | ↘409      | Бежаницкое                |
| 214 | Кудрявцево             | деревня         | ↘15       | Бежаницкое                |
| 215 | Кузнецово              | деревня         | ↘15       | Чихачёвское               |
| 216 | Кулики                 | деревня         | ↘2        | Бежаницкое                |
| 217 | Кунавино               | деревня         | ↗47       | Бежаницкое                |
| 218 | Купилово               | деревня         | ↘0        | Бежаницкое                |
| 219 | Кучино                 | деревня         | ↗6        | Бежаницкое                |
| 220 | Латково                | деревня         | ↘0        | Лющикская волость         |
| 221 | Лашково                | деревня         | →2        | Чихачёвское               |
| 222 | Левашово               | деревня         | →0        | Чихачёвское               |
| 223 | Липовец Горский        | деревня         | ↘10       | Лющикская волость         |
| 224 | Липовец Завещевский    | деревня         | ↘12       | Лющикская волость         |
| 225 | Липцы                  | деревня         | ↘5        | Бежаницкое                |
| 226 | Лифаново               | деревня         | ↘9        | Лющикская волость         |
| 227 | Лобовино               | деревня         | ↘0        | Чихачёвское               |
| 228 | Лозовицы               | деревня         | ↘6        | Чихачёвское               |
| 229 | Локница                | деревня         | ↗11       | Чихачёвское               |
| 230 | Ломы                   | деревня         | ↘1        | Чихачёвское               |
| 231 | Лопатино               | деревня         | ↘4        | Бежаницкое                |
| 232 | Лопырево               | деревня         | ↘1        | Бежаницкое                |
| 233 | Лоскино                | деревня         | →0        | Бежаницкое                |
| 234 | Луг                    | деревня         | ↘4        | Бежаницкое                |
| 235 | Лужница                | деревня         | ↘4        | Лющикская волость         |
| 236 | Лукино                 | деревня         | ↘1        | Бежаницкое                |
| 237 | Луковец                | деревня         | ↘2        | Чихачёвское               |
| 238 | Луковищи               | деревня         | ↗13       | Чихачёвское               |
| 239 | Лющик                  | деревня         | ↘599      | Лющикская волость         |
| 240 | Ляпино                 | деревня         | ↘1        | Бежаницкое                |
| 241 | Ляпино                 | деревня         | ↘9        | Бежаницкое                |
| 242 | Ляхново                | деревня         | ↘1        | Бежаницкое                |
| 243 | Макарино               | деревня         | ↘6        | Лющикская волость         |
| 244 | Макарино               | деревня         | ↘6        | Полистовское              |
| 245 | Макушево               | деревня         | ↘12       | Бежаницкое                |
| 246 | Малая Горка            | деревня         | ↗5        | Чихачёвское               |
| 247 | Малеево                | деревня         | ↘1        | Бежаницкое                |
| 248 | Малиновка              | деревня         | ↘5        | Чихачёвское               |
| 249 | Малое Гагрино          | деревня         | →4        | Лющикская волость         |
| 250 | Малое Иваново          | деревня         | ↘5        | Чихачёвское               |
| 251 | Малофеево              | деревня         | ↗1        | Бежаницкое                |
| 252 | Малые Разлоги          | деревня         | ↘17       | Чихачёвское               |
| 253 | Малые Старики          | деревня         | ↘34       | Чихачёвское               |
| 254 | Малый Городец          | деревня         | ↘2        | Чихачёвское               |
| 255 | Мартиново              | деревня         | ↘2        | Бежаницкое                |
| 256 | Марыни                 | деревня         | ↘3        | Чихачёвское               |
| 257 | Махново                | деревня         | ↘209      | Бежаницкое                |
| 258 | Машатино               | деревня         | →0        | Бежаницкое                |
| 259 | Машково                | деревня         | ↘4        | Лющикская волость         |
| 260 | Маютино                | деревня         | ↘7        | Чихачёвское               |
| 261 | Медведово              | деревня         | ↘7        | Бежаницкое                |
| 262 | Меденицы               | деревня         | ↘1        | Бежаницкое                |
| 263 | Межник                 | деревня         | ↘19       | Полистовское              |
| 264 | Минино                 | деревня         | →10       | Чихачёвское               |
| 265 | Минино                 | деревня         | ↘22       | Бежаницкое                |
| 266 | Минино-Карамышево      | деревня         | ↘0        | Бежаницкое                |
| 267 | Мирошкино              | деревня         | ↘8        | Чихачёвское               |
| 268 | Митино                 | деревня         | →1        | Бежаницкое                |
| 269 | Митрошино              | деревня         | ↗25       | Бежаницкое                |
| 270 | Монастырево            | деревня         | ↗13       | Чихачёвское               |
| 271 | Мостки                 | деревня         | ↘0        | Чихачёвское               |
| 272 | Мулицы                 | деревня         | →0        | Бежаницкое                |
| 273 | Мшичино                | деревня         | ↘0        | Бежаницкое                |
| 274 | Набоковская Горка      | деревня         | ↘1        | Бежаницкое                |
| 275 | Назаркино              | деревня         | ↘5        | Бежаницкое                |
| 276 | Нарково                | деревня         | ↘0        | Бежаницкое                |
| 277 | Нароево                | деревня         | ↘1        | Бежаницкое                |
| 278 | Наротово               | деревня         | ↘5        | Чихачёвское               |
| 279 | Натекинская Горка      | деревня         | ↘0        | Бежаницкое                |
| 280 | Находкино              | деревня         | ↗8        | Чихачёвское               |
| 281 | Низок                  | деревня         | ↘11       | Чихачёвское               |
| 282 | Никиткино              | деревня         | ↘1        | Бежаницкое                |
| 283 | Никольское             | деревня         | ↘37       | Чихачёвское               |
| 284 | Никулино               | деревня         | ↘0        | Чихачёвское               |
| 285 | Никулино               | деревня         | ↘4        | Бежаницкое                |
| 286 | Новое                  | деревня         | ↘10       | Чихачёвское               |
| 287 | Новое Замошье          | деревня         | →0        | Чихачёвское               |
| 288 | Ново-Малый Городец     | деревня         | ↘1        | Чихачёвское               |
| 289 | Новосельские Березки   | деревня         | ↘3        | Чихачёвское               |
| 290 | Нюшино                 | деревня         | ↘0        | Чихачёвское               |
| 291 | Озерцы                 | деревня         | ↘6        | Чихачёвское               |
| 292 | Оклад                  | деревня         | ↘13       | Чихачёвское               |
| 293 | Оленино                | деревня         | ↘24       | Бежаницкое                |
| 294 | Орлово                 | деревня         | ↘0        | Чихачёвское               |
| 295 | Орсино                 | деревня         | ↘3        | Чихачёвское               |
| 296 | Осов                   | деревня         | ↘1        | Чихачёвское               |
| 297 | Остров                 | деревня         | ↘0        | Бежаницкое                |
| 298 | Осье                   | деревня         | ↘1        | Бежаницкое                |
| 299 | Отрез                  | деревня         | →0        | Чихачёвское               |
| 300 | Павлищево              | деревня         | →1        | Бежаницкое                |
| 301 | Павлово                | деревня         | ↘18       | Бежаницкое                |
| 302 | Павлово                | деревня         | ↘0        | Лющикская волость         |
| 303 | Паличино               | деревня         | →2        | Чихачёвское               |
| 304 | Палкино                | деревня         | ↘10       | Чихачёвское               |
| 305 | Панево                 | деревня         | ↘0        | Бежаницкое                |
| 306 | Паново                 | деревня         | ↘2        | Чихачёвское               |
| 307 | Паства                 | деревня         | ↘4        | Бежаницкое                |
| 308 | Пастухово              | деревня         | →0        | Бежаницкое                |
| 309 | Пахомово               | деревня         | ↘0        | Чихачёвское               |
| 310 | Пашково                | деревня         | ↘4        | Бежаницкое                |
| 311 | Пезово                 | деревня         | ↘0        | Чихачёвское               |
| 312 | Пентешкино             | деревня         | ↘5        | Чихачёвское               |
| 313 | Перхово                | деревня         | →0        | Лющикская волость         |
| 314 | Петешкино              | деревня         | →0        | Лющикская волость         |
| 315 | Пешкино                | деревня         | →0        | Чихачёвское               |
| 316 | Плёссы                 | деревня         | ↗222      | Чихачёвское               |
| 317 | Плотки                 | деревня         | ↘1        | Чихачёвское               |
| 318 | Плотовец               | деревня         | ↘12       | Чихачёвское               |
| 319 | Погорелово-1           | деревня         | ↘0        | Бежаницкое                |
| 320 | Подвигалово            | деревня         | →5        | Чихачёвское               |
| 321 | Подвишенье             | деревня         | →0        | Бежаницкое                |
| 322 | Подвишенье             | деревня         | ↘1        | Бежаницкое                |
| 323 | Подлесье               | деревня         | ↘2        | Чихачёвское               |
| 324 | Подоржевка             | деревня         | ↘5        | Бежаницкое                |
| 325 | Подсосонье             | деревня         | ↘0        | Лющикская волость         |
| 326 | Пожары                 | деревня         | ↘0        | Бежаницкое                |
| 327 | Полисто                | деревня         | →0        | Полистовское              |
| 328 | Половиково             | деревня         | ↘6        | Чихачёвское               |
| 329 | Полозово               | деревня         | ↘69       | Чихачёвское               |
| 330 | Полянка                | деревня         | ↘0        | Бежаницкое                |
| 331 | Пономарёво             | деревня         | ↘7        | Бежаницкое                |
| 332 | Попково                | деревня         | →0        | Чихачёвское               |
| 333 | Поречье                | деревня         | ↘2        | Бежаницкое                |
| 334 | Порховок               | деревня         | →0        | Полистовское              |
| 335 | Пригон                 | деревня         | ↘2        | Чихачёвское               |
| 336 | Продолжье              | деревня         | ↘6        | Чихачёвское               |
| 337 | Псковки                | деревня         | ↘32       | Чихачёвское               |
| 338 | Пустошка               | деревня         | ↘0        | Чихачёвское               |
| 339 | Рабочий Посёлок        | деревня         | ↘8        | Лющикская волость         |
| 340 | Райская                | деревня         | ↘22       | Чихачёвское               |
| 341 | Раково                 | деревня         | ↘3        | Чихачёвское               |
| 342 | Ратча                  | деревня         | →0        | Полистовское              |
| 343 | Ратьково               | деревня         | ↘20       | Бежаницкое                |
| 344 | Речки                  | деревня         | ↘2        | Бежаницкое                |
| 345 | Речки                  | деревня         | ↘2        | Чихачёвское               |
| 346 | Решетниково            | деревня         | ↘0        | Чихачёвское               |
| 347 | Рог                    | деревня         | →0        | Бежаницкое                |
| 348 | Рогозина Гора          | деревня         | ↘1        | Бежаницкое                |
| 349 | Рогозно                | деревня         | ↘0        | Бежаницкое                |
| 350 | Роголево               | деревня         | ↘9        | Лющикская волость         |
| 351 | Родионово              | деревня         | ↘2        | Бежаницкое                |
| 352 | Родиошково             | деревня         | ↘0        | Лющикская волость         |
| 353 | Романово               | деревня         | ↘1        | Бежаницкое                |
| 354 | Рощево                 | деревня         | ↘1        | Бежаницкое                |
| 355 | Ручьи                  | деревня         | ↘4        | Полистовское              |
| 356 | Рындино                | деревня         | →0        | Бежаницкое                |
| 357 | Рябкино                | деревня         | ↘11       | Чихачёвское               |
| 358 | Рябухино               | деревня         | ↘2        | Бежаницкое                |
| 359 | Савкино                | деревня         | ↘6        | Чихачёвское               |
| 360 | Савкино                | деревня         | ↘2        | Бежаницкое                |
| 361 | Самулиха               | деревня         | ↘24       | Чихачёвское               |
| 362 | Сапрыгино              | деревня         | ↘71       | Лющикская волость         |
| 363 | Сахново                | деревня         | ↘0        | Бежаницкое                |
| 364 | Секирница              | деревня         | ↘1        | Бежаницкое                |
| 365 | Селиваново             | деревня         | ↘4        | Бежаницкое                |
| 366 | Селиваново             | деревня         | ↘2        | Чихачёвское               |
| 367 | Селиваново             | деревня         | ↘4        | Бежаницкое                |
| 368 | Семенкино              | деревня         | ↘15       | Бежаницкое                |
| 369 | Семилово               | деревня         | ↘1        | Бежаницкое                |
| 370 | Серяки                 | деревня         | ↘1        | Лющикская волость         |
| 371 | Симаниха               | деревня         | ↗35       | Чихачёвское               |
| 372 | Синцово                | деревня         | ↘0        | Полистовское              |
| 373 | Скопиха                | деревня         | ↗6        | Полистовское              |
| 374 | Скрыпли                | деревня         | ↘9        | Бежаницкое                |
| 375 | Скурдино               | деревня         | ↘31       | Бежаницкое                |
| 376 | Славно                 | деревня         | ↘4        | Бежаницкое                |
| 377 | Слизино                | деревня         | ↘0        | Бежаницкое                |
| 378 | Слобода                | деревня         | →0        | Бежаницкое                |
| 379 | Сменово                | деревня         | ↘8        | Лющикская волость         |
| 380 | Смолино                | деревня         | ↘0        | Чихачёвское               |
| 381 | Смородовка             | деревня         | ↘26       | Чихачёвское               |
| 382 | Смыково                | деревня         | ↘1        | Бежаницкое                |
| 383 | Соколово               | деревня         | ↘5        | Чихачёвское               |
| 384 | Соколье                | деревня         | →0        | Бежаницкое                |
| 385 | Сорочиново             | деревня         | ↘2        | Чихачёвское               |
| 386 | Спиридонково           | деревня         | ↘2        | Чихачёвское               |
| 387 | Спирово                | деревня         | ↘17       | Бежаницкое                |
| 388 | Спицино                | деревня         | ↘3        | Бежаницкое                |
| 389 | Стайки                 | деревня         | ↗14       | Бежаницкое                |
| 390 | Старцево               | деревня         | ↘0        | Чихачёвское               |
| 391 | Стега-1                | деревня         | ↘17       | Чихачёвское               |
| 392 | Стега-2                | деревня         | ↘5        | Чихачёвское               |
| 393 | Степенино              | деревня         | →14       | Чихачёвское               |
| 394 | Стрелицы               | деревня         | ↘1        | Чихачёвское               |
| 395 | Струпливец             | деревня         | ↘3        | Бежаницкое                |
| 396 | Сукино                 | деревня         | ↘1        | Бежаницкое                |
| 397 | Сумароково             | деревня         | ↘7        | Чихачёвское               |
| 398 | Сусельница             | деревня         | →0        | Полистовское              |
| 399 | Суслово                | деревня         | ↘8        | Лющикская волость         |
| 400 | Сутоки                 | деревня         | ↘2        | Бежаницкое                |
| 401 | Сучкино                | деревня         | ↘0        | Бежаницкое                |
| 402 | Сырково                | деревня         | ↘35       | Чихачёвское               |
| 403 | Сысова                 | деревня         | ↘15       | Полистовское              |
| 404 | Сысоево                | деревня         | ↘8        | Лющикская волость         |
| 405 | Сысоево                | деревня         | ↘20       | Чихачёвское               |
| 406 | Тархово                | деревня         | →0        | Бежаницкое                |
| 407 | Темное                 | деревня         | →0        | Бежаницкое                |
| 408 | Терехово               | деревня         | →0        | Бежаницкое                |
| 409 | Тетерки                | деревня         | ↘4        | Чихачёвское               |
| 410 | Тигощи                 | деревня         | ↘4        | Бежаницкое                |
| 411 | Тим-Гора               | деревня         | ↘0        | Бежаницкое                |
| 412 | Тихвино                | деревня         | ↘5        | Чихачёвское               |
| 413 | Торчилово              | деревня         | ↘0        | Чихачёвское               |
| 414 | Троица                 | деревня         | ↘12       | Бежаницкое                |
| 415 | Тройкино               | деревня         | ↘7        | Бежаницкое                |
| 416 | Тросны                 | деревня         | ↘1        | Бежаницкое                |
| 417 | Трошневка              | деревня         | ↘4        | Бежаницкое                |
| 418 | Трупехино              | деревня         | →0        | Бежаницкое                |
| 419 | Турово                 | деревня         | ↘135      | Бежаницкое                |
| 420 | Туровские Холмы        | деревня         | ↘9        | Бежаницкое                |
| 421 | Тюшево                 | деревня         | ↘0        | Бежаницкое                |
| 422 | Ублиска                | деревня         | ↘152      | Чихачёвское               |
| 423 | Уда                    | деревня         | ↘84       | Чихачёвское               |
| 424 | Удачино                | деревня         | ↘5        | Чихачёвское               |
| 425 | Ульяниха               | деревня         | →1        | Бежаницкое                |
| 426 | Усадище                | деревня         | ↘5        | Бежаницкое                |
| 427 | Успенье                | деревня         | ↘1        | Лющикская волость         |
| 428 | Ухошино                | деревня         | →0        | Полистовское              |
| 429 | Фатейково              | деревня         | ↘5        | Бежаницкое                |
| 430 | Фафоново               | деревня         | →0        | Бежаницкое                |
| 431 | Федово                 | деревня         | ↘10       | Лющикская волость         |
| 432 | Фёдорково              | деревня         | ↘15       | Бежаницкое                |
| 433 | Федорцево              | деревня         | ↘0        | Чихачёвское               |
| 434 | Федорыгино             | деревня         | ↘6        | Чихачёвское               |
| 435 | Федьково               | деревня         | →1        | Лющикская волость         |
| 436 | Федяково               | деревня         | ↘8        | Лющикская волость         |
| 437 | Фетенино               | деревня         | ↘26       | Бежаницкое                |
| 438 | Фешково                | деревня         | ↘11       | Лющикская волость         |
| 439 | Филевка                | деревня         | ↘3        | Чихачёвское               |
| 440 | Филино                 | деревня         | ↘1        | Лющикская волость         |
| 441 | Фильково               | деревня         | ↘8        | Бежаницкое                |
| 442 | Финьково               | деревня         | ↘80       | Лющикская волость         |
| 443 | Фишнёво                | деревня         | ↘209      | Бежаницкое                |
| 444 | Фомино                 | деревня         | ↘0        | Бежаницкое                |
| 445 | Фомичино               | деревня         | ↘0        | Чихачёвское               |
| 446 | Хабни                  | деревня         | ↘5        | Чихачёвское               |
| 447 | Хилково                | деревня         | ↘3        | Бежаницкое                |
| 448 | Хряпьево               | деревня         | ↘35       | Лющикская волость         |
| 449 | Цевло                  | деревня         | ↘579      | Полистовское              |
| 450 | Черемша                | деревня         | ↘1        | Чихачёвское               |
| 451 | Чертеново              | деревня         | ↘16       | Чихачёвское               |
| 452 | Чилец                  | деревня         | →0        | Полистовское              |
| 453 | Чихачёво               | село            | ↘801      | Чихачёвское               |
| 454 | Чунеево                | деревня         | ↘1        | Бежаницкое                |
| 455 | Шабаново               | деревня         | ↘11       | Чихачёвское               |
| 456 | Шантилиха              | деревня         | →0        | Бежаницкое                |
| 457 | Шахматово              | деревня         | ↘24       | Бежаницкое                |
| 458 | Шахматовское Иваньково | деревня         | →6        | Бежаницкое                |
| 459 | Шашаново               | деревня         | ↘0        | Лющикская волость         |
| 460 | Шестаково              | деревня         | ↘15       | Бежаницкое                |
| 461 | Шилово                 | деревня         | ↘0        | Бежаницкое                |
| 462 | Шилово                 | деревня         | ↘183      | Чихачёвское               |
| 463 | Шумиха                 | деревня         | ↘12       | Бежаницкое                |
| 464 | Шунцево                | деревня         | ↘1        | Лющикская волость         |
| 465 | Юрлово                 | деревня         | ↘2        | Бежаницкое                |
| 466 | Юхново                 | деревня         | ↘13       | Бежаницкое                |
| 467 | Юшковы Села            | деревня         | ↘24       | Лющикская волость         |
| 468 | Язвы                   | деревня         | ↘2        | Бежаницкое                |
| 469 | Яхново                 | деревня         | ↘1        | Лющикская волость         |

## Муниципально-территориальное устройство
С апреля 2015 года в составе Бежаницкого района входят 5 муниципальных образований, в том числе 1 городское и 4 сельских поселений:
| № | Муниципальное образование | Статус | Административный центр | Количество населённых пунктов | Население | Площадь, км² |
| - | ------------------------- | ------ | ---------------------- | ----------------------------- | --------- | ------------ |
| 1 | Бежаницы                  | ГП     | пгт Бежаницы           | 1                             | ↗3731     | 14,08        |
| 2 | Бежаницкое                | СП     | пгт Бежаницы           | 215                           | ↗2508     | 337,09       |
| 3 | Лющикская волость         | СП     | деревня Лющик          | 54                            | ↗1211     | 180,08       |
| 4 | Полистовское              | СП     | пгт Красный Луч        | 19                            | ↘1083     | 712,00       |
| 5 | Чихачёвское               | СП     | село Ашево             | 180                           | ↘1976     | 228,10       |

### История муниципального устройства
В составе муниципального района согласно Областному закону от 28 февраля 2005 года № 420-ОЗ было образовано 12 муниципальных образований: два городских и 10 сельских поселений (волостей).
Административное деление в 2005—2010 гг.:
| №  | Муниципальное образование | Статус МО | Административный центр  |
| -- | ------------------------- | --------- | ----------------------- |
| 1  | Бежаницы                  | ГП        | пгт (р. п.) Бежаницы    |
| 2  | Красный Луч               | ГП        | пгт (р. п.) Красный Луч |
| 3  | Бежаницкая волость        | СП        | пгт (р. п.) Бежаницы    |
| 4  | Чихачевская волость       | СП        | село Чихачево           |
| 5  | Цевельская волость        | СП        | деревня Цевло           |
| 7  | Ново-Кузнецовская волость | СП        | деревня Ублиска         |
| 7  | Махновская волость        | СП        | деревня Махново         |
| 8  | Лющикская волость         | СП        | деревня Лющик           |
| 9  | Кудеверская волость       | СП        | село Кудеверь           |
| 10 | Добрывичская волость      | СП        | деревня Добрывичи       |
| 11 | Дворицкая волость         | СП        | деревня Дворцы          |
| 12 | Ашевская волость          | СП        | село Ашево              |

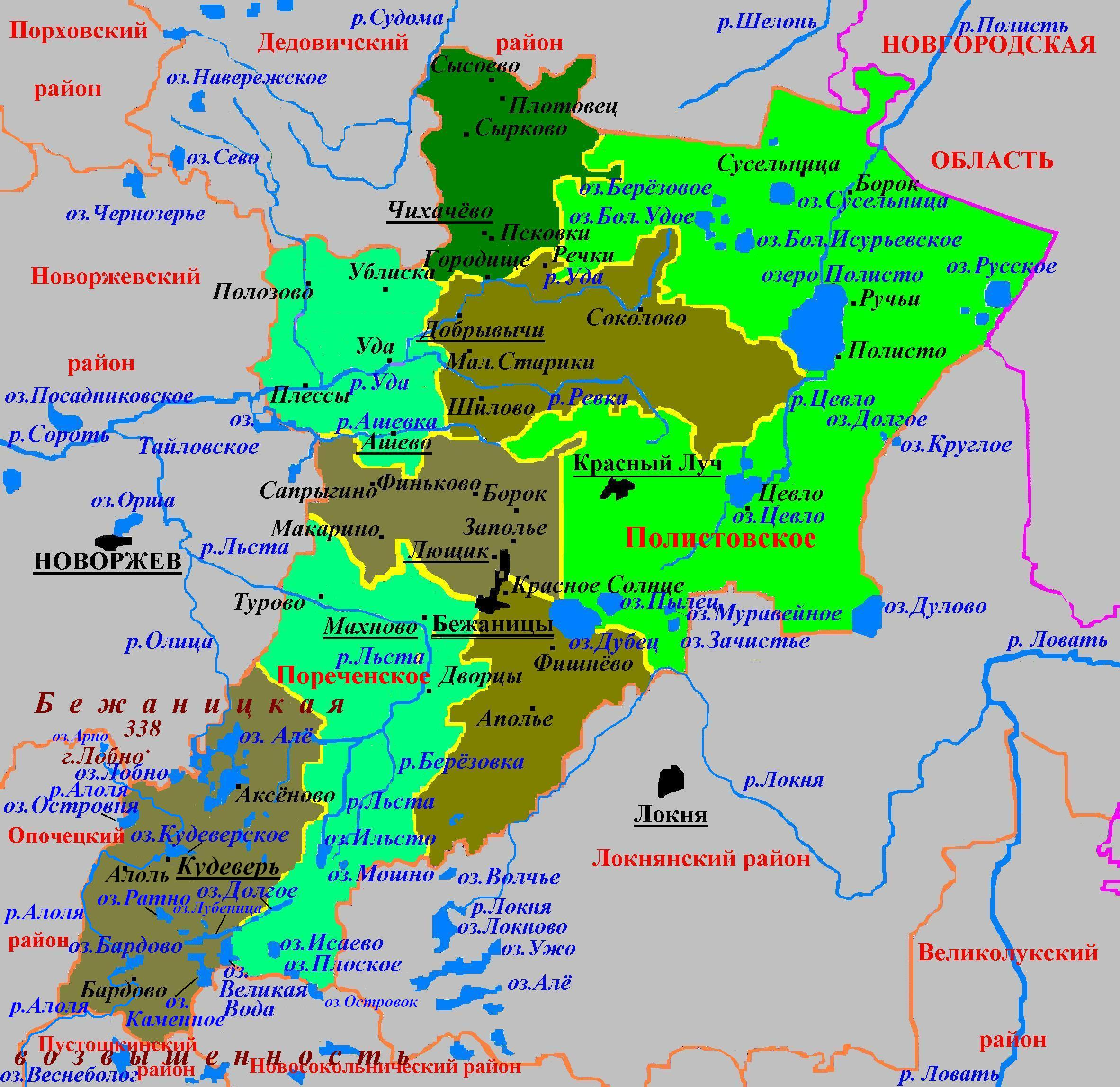
Административное деление Бежаницкого района в 2010—2015 гг.

На референдуме 11 октября 2009 года было поддержано объединение ряда муниципальных образований Бежаницкого района: городского поселения (пгт) Красный Луч и Цевельской волости, Ашевской и Ново-Кузнецовской, Дворицкой и Махновской волостей.
Законом Псковской области от 6 ноября 2009 года № 918-ОЗ, Ашевская и Ново-Кузнецовская волости были объединены в сельское поселение Ашевское; Махновская и Дворицкая волости — в сельское поселение Пореченское; городское поселение Красный Луч и сельское поселение Цевельская волость — в сельское поселение Полистовское.
В соответствии с редакцией от 3 июня 2010 года Областного закона от 28 февраля 2005 года № 420-ОЗ «Об установлении границ и статусе вновь образуемых муниципальных образований на территории Псковской области»№ 420-ОЗ, в составе Бежаницкого муниципального района были созданы 9 муниципальных образований: 8 сельских поселений (в том числе 5 волостей и 3 собственно сельских поселений) и 1 городское поселение (Бежаницы).
Административное деление в июне 2010 — марте 2015 года:
| № | Муниципальное образование | Статус МО | Административный центр | Количество населённых пунктов | Население | Площадь, км² |
| - | ------------------------- | --------- | ---------------------- | ----------------------------- | --------- | ------------ |
| 1 | Бежаницы                  | ГП        | пгт Бежаницы           | 1                             | 3744      |              |
| 2 | Ашевское                  | СП        | село Ашево             | 69                            | 1121      |              |
| 3 | Бежаницкая волость        | СП        | пгт Бежаницы           | 67                            | 886       |              |
| 4 | Добрывичская волость      | СП        | деревня Добрывичи      | 70                            | 509       |              |
| 5 | Кудеверская волость       | СП        | село Кудеверь          | 54                            | 540       |              |
| 6 | Лющикская волость         | СП        | деревня Лющик          | 54                            | 1194      |              |
| 7 | Полистовское              | СП        | пгт Красный Луч        | 19                            | 1416      |              |
| 8 | Пореченское               | СП        | деревня Махново        | 94                            | 848       |              |
| 9 | Чихачёвская волость       | СП        | село Чихачёво          | 41                            | 934       |              |

Законом Псковской области от 30 марта 2015 года № 1508-ОЗ «О преобразовании муниципальных образований» сельские поселения Кудеверская волость, Пореченское и Бежаницкая волость были объединены в единое сельское поселение Бежаницкое с административным центром в рабочем посёлке Бежаницы; также сельские поселения Добрывичская волость, Ашевское и Чихачёвская волость были объединены в единое сельское поселение Чихачёвское с административным центром в селе Ашево.

## История
Бежаницкий район образован в 1927 году в составе Великолукского округа Ленинградской области, наряду с Чихачёвским (затем Ашевским) и Кудеверским районами (ныне части Бежаницкого). С 1929 года — в составе Западной области с центром в Смоленске, с 1935 года — в составе Калининской области. С 1937 по 1938 год район входил в Опочецкий пограничный округ Калининской области. С 22 августа 1944 года собственно Бежаницкий район, а также Кудеверский район были включены в новообразованную Великолукскую область, а Чихачёвский (Ашевский) район — в новообразованную Псковскую область. С 2 октября 1957 года — все они в составе Псковской области. В 1958 году был упразднён и включен в состав Бежаницкого Кудеверский район, в 1963 году — Ашевский (Чихачёвский).

## Экономика
В районе относительно слабо развиты производственные и промышленные отрасли, активно (на фоне ряда районов субъекта) ведётся сельское хозяйство. Функционируют несколько животноводческих ферм (ОАО совхоз Ударник, ОАО совхоз Ленинский путь и др.) на основе молочного и мясного хозяйства. За пределы района реализуется мясо крупного рогатого скота, картофель, сено. Самым крупным промышленным предприятием на 2007 г. в районе является ОАО "Стеклозавод «Красный Луч» — одно из старейших предприятий стекольной отрасли России, единственное предприятие в районе подобного масштаба. Повсеместно ведётся круглогодичная заготовка древесины, во многих местах несанкционированно, широкое распространение получили охраняемые лесоучастки-заказники. Выращиваются хлебные культуры, лён (имеется льнозавод), овёс, картофель. Ранее была развита торфодобыча (район богат торфяниками), добывается песок.

## Транспорт

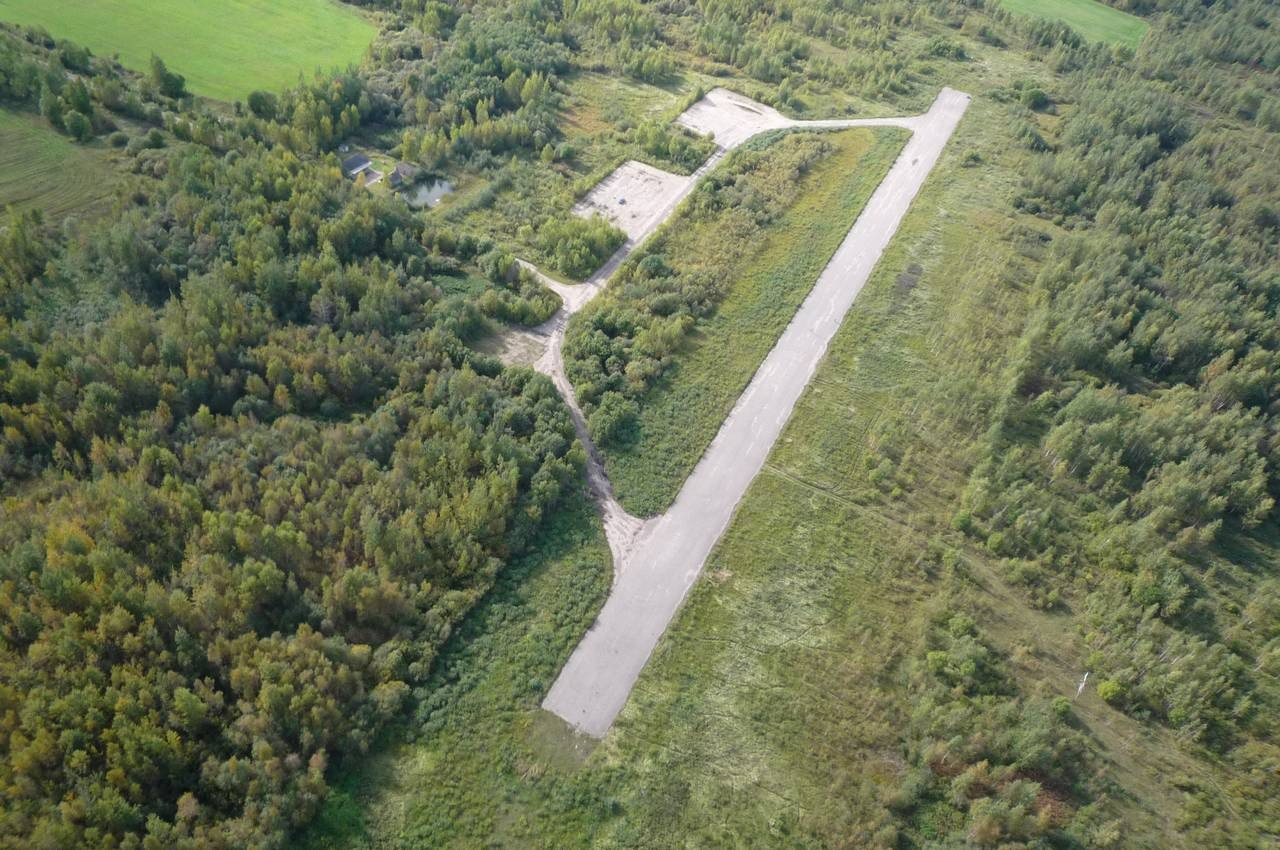
Аэродром близ дер. Фешково

Через федеральные трассы сообщением Бежаницы — Порхов и Псков — Великие Луки следует несколько междугородних автобусов. Из районного центра налажено автобусное сообщение со многими населёнными пунктами внутри района — Полозово, Кудеверь и др. По железнодорожной ветке Дно — Новосокольники курсируют пригородные поезда, а на крупных железнодорожных станциях района останавливается большинство междугородних и международных пассажирских поездов, следующих через область. На торфяных разработках вблизи озёр Цевло и Полисто находится узкоколейная железная дорога бывшего торфопредприятия «Полистовское-1». Сохранился только участок Цевло — Доронин Бор, он используется исключительно для движения съёмных мотодрезин.
Рядом с деревней Фешково, приблизительно в 300 метрах от трассы Бежаницы — Порхов находился аэропорт, из которого регулярно совершались местные пассажирские рейсы, с 1990-х гг. аэропорт практически не действует: частная территория. Сохранились взлётно-посадочная полоса, рулёжные дорожки и бетонные стоянки самолётов («гейты»).

## Культура
Центром историко-культурного наследия Бежаницкого района является усадьба-имение Философовых, в конце XVIII в. — начале XIX века принадлежала Дмитрию Николаевичу Философову (1784—1822 гг.) В центре усадьбы — барский дом со служебными постройками. Барский дом стоял на высоком холме, главенствуя над окружающим ландшафтом, восточная сторона его была обращена к парку. Украшением парка были великолепные копии знаменитых античных статуй, которые приобретались Философовым во время его заграничных путешествий. Современники поражались великолепию барского дома, интерьеры двух комнат которого воспроизведены на картинах талантливого ученика Веницианова — Григория Сороки. Усадьба исторически связана с именем А. С. Пушкина (посетившего имение в 1825 году). В 1863 году барский дом был сожжён крестьянами, а имение разорено. Парк впоследствии был запущен, а затем окончательно вырублен в годы ВОВ. Усадьба частично восстановлена и охраняется НПЦ по охране и использованию памятников истории и культуры, посещается туристами. Внутри усадьбы открыт для посещения краеведческий музей, частично восстановлены интерьеры эпохи Философовых.
В районном центре действует Бежаницкая центральная районная библиотека (182840, Бежаницкий район, Бежаницы пос., Смольная ул., 17. Тел: (81141) 2-10-36). Это учреждение находится в старинном краснокирпичном здании на главной улице посёлка Бежаницы и было открыто 17 февраля (1 марта) 1897 года известной общественной деятельницей Анной Павловной Философовой как «народная библиотека»; тогда же библиотеке было присвоено имя В. Д. Философова — действительного тайного советника, члена Государственного совета Российской империи. 23 апреля 2003 года решением собрания депутатов Бежаницкого района библиотеке было присвоено имя А. П. Философовой. Библиотека известна созданием читательских клубов и объединений, организацией центра правовой информации и знаменитыми Философовскими чтениями, которые ныне имеют статус общероссийских.
В посёлке Бежаницы в настоящий момент имеется летний театр, в котором проводятся различные концертные мероприятия, отмечаются праздники. В вечернее время в посёлке организуются танцы (дискотека). Неподалёку имеется действующий детский развлекательный парк с аттракционами.
На протяжении многих лет в районе выпускается 2 раза в неделю популярная газета «Сельская новь» с количеством подписчиков 3,4 тыс. чел.
На Бежаницком стадионе проходят регулярные футбольные матчи, где соревнуется команды Бежаницкого района и Псковской области, а также другие спортивные игры; на границе пос. Бежаницы и Лющика открыта спортивная многофункциональная площадка. В районе есть школа искусств и дом детского творчества.

## Достопримечательности
- Помещичья усадьба князя Львова XIX века (комплекс княжеских построек и парк) в деревне Гора. Исторически парк был ландшафтно сооружён в виде огромных букв фамилии князя (недостоверная информация), читаемых с высоты птичьего полёта.
- Парк усадьбы Философовых в деревне Красное Солнце вблизи районного центра.
- Фамильный склеп семьи адмирала российского флота Чихачёва Н. М. — крупного военного и государственного деятеля России во второй половине XIX века, деревня Добрывичи. Его именем названы мыс в Татарском проливе, острова в Японском море и Корейском проливе.
- Живописный барский пруд XIX века с искусственным островом, деревня Успенье (Успенское) близ автомобильной дороги в город Новоржев.
- Полистовский заповедник — одна из крупнейших в Европе уникальная Полистово-Ловатская болотная система площадью 37,9 тыс. га (природный заповедник организован в 1994 году).
- Памятный знак в деревне Верховинино, где родился писатель и публицист Иван Афанасьевич Васильев, лауреат Ленинской премии и Государственной премии РСФСР им. Горького.
- Монумент героическим защитникам Родины на автодороге Бежаницы — Кудеверь в деревне Махново близ р. Мухровка и р. Льста.
- Ландшафтный заповедник — озеро Алё (13,9 км²) близ пос. Кудеверь. Самое живописное озеро района, со множеством больших и малых островов.
- Памятник жителям деревень Суслово и Глушнево, заживо сожжённым в годы фашистской оккупации в Великой Отечественной войне 1941—1945 гг.